# К-90 (танк)
К-90 — радянський дослідний легкий плавучий танк, створений наприкінці 1940-х — початку 1950-х років. Був розроблений ДКБ Сухопутних військ у 1949 — 1950 роках в рамках програми для створення нового легкого розвідувального танка. К-90 базувався на агрегатах гусеничного артилерійського тягача М-2 та вантажного автомобіля МАЗ-200 та використовував традиційну схему з гребними ґвинтами як водохідними рушіями, будучи розроблений як альтернатива танку ПТ-76, на випадок невдачі зі створенням водометного рушія для останнього. Паралельно з танком був розроблений і плавучий бронетранспортер К-78 на його базі. Два дослідні зразки К-90 були виготовлені у 1950 році і один з них в липні того ж року пройшов порівняльні випробування з ПТ-76, за підсумками яких на озброєння був прийнятий останній, а подальші роботи по К-90 і К-78 припинені.

## Історія
Незабаром після закінчення Другої світової війни в СРСР була розгорнута програма зі створення нового легкого танка для виконання спеціальних та допоміжних завдань, залучення для яких середніх або важких танків, з їх меншим моторесурсом, було недоцільним — розвідки, охорони, зв'язку. Крім того, хоча ця частина вимог зустрічала менш однозначну оцінку, легкий танк передбачалося зробити плавучим, що крім збільшення його розвідувальних можливостей, дозволяло б використовувати машину для амфібійних операцій — по захопленню плацдармів та тилових об'єктів, прикриттю флангів, висадки морського десанту та різних інших. У 1946 — 1949 роках був розроблений ряд проектів легких танків, але жоден з них армією прийнятий не був. Після невдалих випробувань танка Р-39, єдиного серед них, втіленого в металі, постановою Ради Міністрів СРСР № 3472-1444 від 15 серпня 1949 року дослідно-конструкторські роботи зі створення плавучого танка та бронетранспортера на його базі були покладені на Челябінський Кіровський завод (ЧКЗ) із залученням фахівців ленінградського ВНДІ-100 та заводу № 112.
При попередньому опрацюванні проекту танка були розглянуті чотири типи водохідного рушія: з тунельними або висувними гребними ґвинтами, водометним рушієм або за рахунок перемотування гусениць. У ході розробки ескізного проекту як основний варіант був обраний водометний рушій, проте до ідеї його установки на плавучий танк скептично поставився ряд танкобудівників та військових, внаслідок чого з подачі командувача бронетанковими та механізованими військами С. Богданова у серпні 1949 року була санкціонована розробка дублюючих машин з ґвинтовим рушієм силами та засобами замовника.
У результаті цього, на додаток до танка ЧКЗ «Об'єкт 740» з водометним рушієм, Особливим конструкторським бюро Інженерного комітету Сухопутних військ під керівництвом А. Ф. Кравцева був розроблений проект К-90 з тунельним ґвинтовим рушієм. К-90 зберігав загальне компонування танка Р-39 і використовував двигун вантажного автомобіля МАЗ-200 та ходову частина артилерійського тягача М-2, на відміну від об'єкта 740 в конструкції якого були застосовані танковий двигун та спеціально розроблене шасі. К-90 також, при однаковому озброєнні та приблизно аналогічним показникам бронезахисту з об'єктом 740, був на третину легшим за свого конкурента. Два дослідні зразки К-90 були виготовлені ВРЗ № 2 ГБТУ до літа 1950 року.
Розпорядженням Ради Міністрів від 10 липня 1950 року, з 5 по 29 липня були проведені державні порівняльні випробування танків «Об'єкт 740» і К-90, на яких останній показав себе гірше при подоланні водних перешкод, не зумівши подолати ряд перешкод, успішно пройдених конкурентом. Крім того, зауважили недостатньою надійність агрегатів трансмісії і водохідного рушія. Внаслідок всього цього К-90 не був рекомендований державною комісією до прийняття на озброєння, однак технічна документація по ньому була закладена в мобілізаційний резерв.